# فعل سبک
فعل سَبُک یا هَمکَرد در زبان‌شناسی و دستور زبان، بخشی از یک فعل مرکب است که معنای مشخصی ندارد و به عبارتی از معنای اصلی خود تهی شده‌است و فقط تصریف فعل، زمان، وجه یا نمود را مشخص می‌سازد. اولین بار اصطلاح فعل سبک را یسپرسن در سال ۱۹۶۵ میلادی به کار برد. پرویز ناتل خانلری اولین بار اصطلاحِ «همکرد» را برای اطلاق به «فعل سبک» به‌کار برده‌است.

## همکردهای زبان فارسی
- کردن: شتاب کردن، آرایش کردن، جنگ کردن، ستم کردن، بیرون کردن، تسلیم کردن، نصیحت کردن، انکار کردن، آگاه کردن.
- ساختن: ساختن، به‌عنوان همکرد، غالباً با صفت، فعل مرکب می‌سازد: پراکنده‌ساختن، روان ساختن.
- نهادن، فرمودن و نمودن: در فعل مرکب، دقیقاً کارکردِ «کردن» را دارند.
- دادن: رضا دادن، گواهی دادن، امان دادن، نشان دادن، پند دادن.
- زدن: مَثَل زدن، لبیک زدن، نعره زدن، گام زدن.
- خوردن: اندوه خوردن، حسرت خوردن، دریغ خوردن، فریب خوردن.
- بردن: گمان بردن، حمله بردن، آرزو بردن، رشک بردن.
- آوردن: اسلام آوردن، پناه آوردن، تاب آوردن.
- رفتن: سخن رفتن، خطا رفتن (مثلاً در: خطا رفتنِ تیر).
- آمدن: پدید آمدن، گرفتار آمدن.
- داشتن: خوار داشتن، بزرگ داشتن، اختلاط داشتن (= اختلاط کردن).
- گرفتن: انس گرفتن، خشم گرفتن، پناه گرفتن.
- دیدن: صلاح دیدن، رنج دیدن.
- کشیدن: ریاضت کشیدن، رنج کشیدن.
- بستن: دل بستن، امید بستن.
- خواستن: عذر خواستن، پوزش خواستن.
- شدن و گشتن/ گردیدن: در صورت مجهول افعال مرکبِ دارای همکردِ «کردن» به‌کار می‌روند.
- یافتن: خبر یافتن، قرار یافتن، فرج یافتن.